# Kirtipur
Kirtipur (Miasto Chwały, nep. कीर्तिपुर) – miasteczko newarskie w Dolinie Katmandu, położone na wzgórzu 5 km na południowy zachód od Katmandu, sąsiadujące również z Patanem, Pangą, Nagaonem i Machhegaonem. Według danych szacunkowych na rok 2010 liczy 50 480 mieszkańców. W Kitipurze zlokalizowany jest kompleks Królewskiego Uniwersytetu (Tribhuvan University of Nepal) oraz hinduistyczne i buddyjskie świątynie, kapliczki, klasztory i zabytkowe budynki mieszkalne.

## Historia
Miasto założone w XII w., chroniło je dwanaście bram z murem obronnym. Kiedyś było osobnym królestwem nepalskim, ale w 1768 r. podbite zostało przez Prithvi Narayan Sah (trk. Prithwinarajana Śaha), króla Gurkhów. Pomimo usytuowania miasta na wzgórzu, jego mieszkańcy nie zdołali go obronić, za co zostali okrutnie ukarani. Król Prithwinarajana Śaha kazał obciąć nosy i wargi wszystkim mężczyznom, oszczędził tylko muzyków grających na instrumentach dętych. Dziś większość mieszkańców zajmuje się tkactwem i uprawą roli.

## Ośrodki kultu
- Chilanchu Vihara - stupa, cztery sanktuaria i klasztor buddyjski.
- Lohan Dehar - śikhara
- Bagh Bhairab Mandir - trójdachowa świątynia hinduistyczna, jej centrum stanowi posąg Bhairawy w formie tygrysa. Górna ściana świątyni jest pokryta mieczami, maczetami i tarczami, które należały do obrońców miasta pokonanych przez armię króla Prithvi Narayan Shah. Ofiary są tam składane we wtorek i sobotę rano. Posiada zabytkową toranę z wizerunkiem Wisznu, jako jadącego na Garudzie i Bhairawie, obok Kumara i Ganeśi. Zlokalizowane jest tam też hinduistyczne sanktuarium płodności pod parasolem.

- Uma Maheshwar Mandir - świątynia była zbudowana w 1673 r. i miała cztery dachy. Po trzęsieniu ziemi w 1934 r. odrestaurowano ją, ale jako trójdachową. Rzeźby przedstawiające Śiwę i Parwati są w pozycji stojącej, a nie jak w większości świątyń w pozie Uma Maheśwara.

- Vishnu Devi Mandir